# Xiuladora oriolina
La xiuladora oriolina (Pachycephala orioloides) és un ocell de la família dels paquicefàlids (Pachycephalidae).

## Hàbitat i distribució
Habita els boscos de les illes Salomó.